# 주오 신칸센

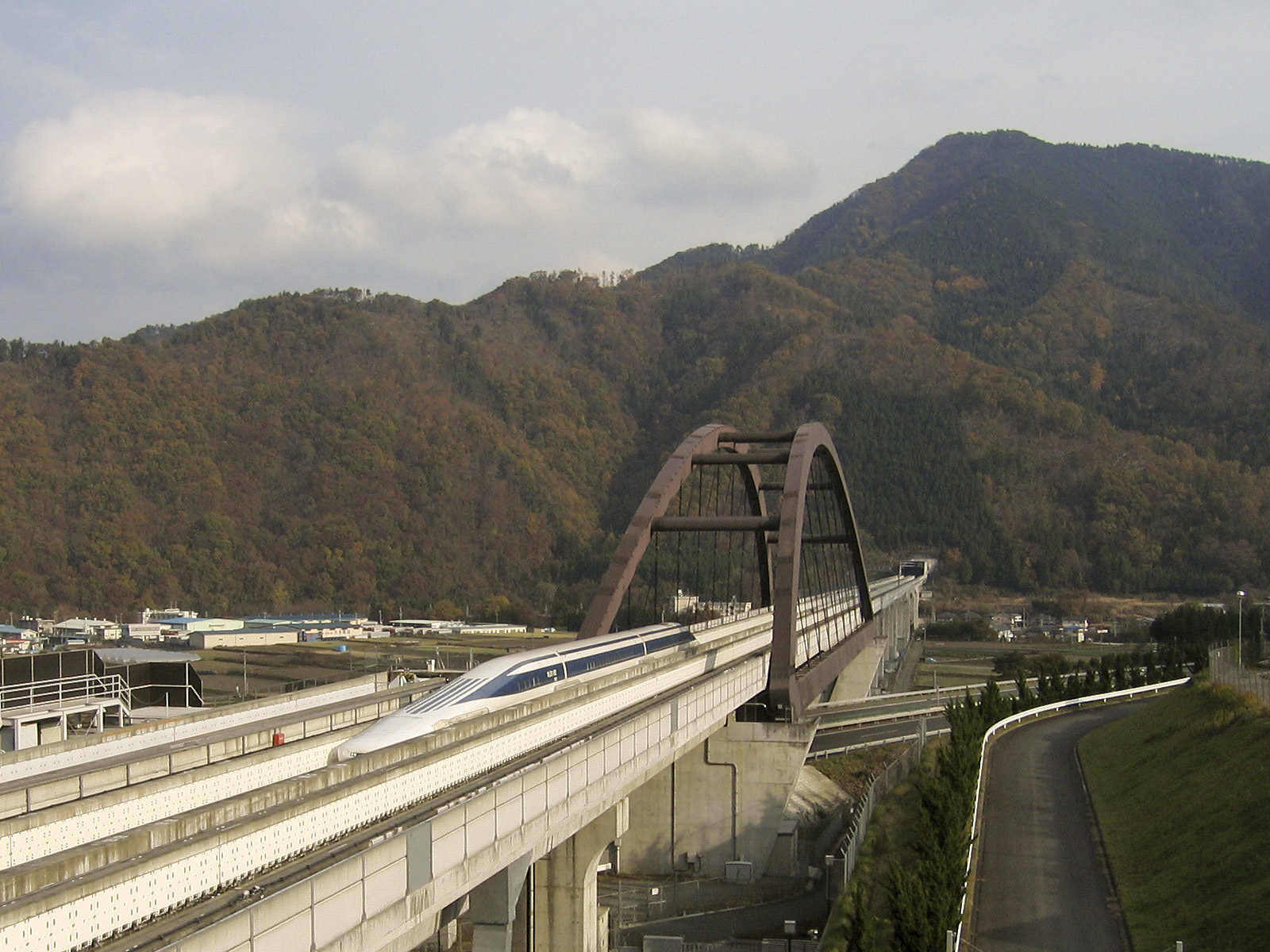
야마나시 시험선에서의 자기부상열차, 2005년 11월

주오 신칸센(일본어: リニア中央新幹線, 리니어중앙신간선)은 도쿄, 나고야, 오사카를 연결하기 위해 건설중인 일본의 자기부상열차 노선이다. 이 노선은 기존 자기부상열차의 시험 운행을 위해 건설된 야마나시 시험선(총연장 42.8km)을 포함한다. 이 노선은 먼저 도쿄와 나고야를 40분에 연결하기로 되어 있었으며, 나중에는 도쿄와 오사카를 67분에 이을 예정이었는데, 최고속도 505km/h으로 달리게 되었다. 주오 신칸센은 일본항공과 이전의 일본 국유철도(JNR)에 의해 시작된 정부가 자금을 지원해 주는 프로젝트이며, 1970년대 이후 일본 자기부상열차 개발의 결과물이다. JR 도카이는 지금 시설을 운영하고 있으며 연구 중이기도 하다. 열차 자체는, 여러 차이가 있음에도 불구하고, 지금 일본에서 리니어 모터카(リニアモーターカー, rinia mōtā kā)로 잘 알려져 있다.
일본 정부의 건설 허가는 2011년 5월 27일에 이루어졌다. 9조 엔 이상이 소요될 것으로 예상되는 선로의 건설은 2014년 12월 27일에 착공했다. JR 도카이는 도쿄와 나고야 간의 영업을 2027년에, 나고야와 오사카 간의 영업을 2045년에 시작하는 것을 목표로 하고 있다. JR 도카이는 2020년 경에 야마나시의 고후와 가나가와의 사가미하라 간에서 주오 신칸센의 부분 개통을 고려하고 있었다.

## 미야자키와 야마나시 시험선

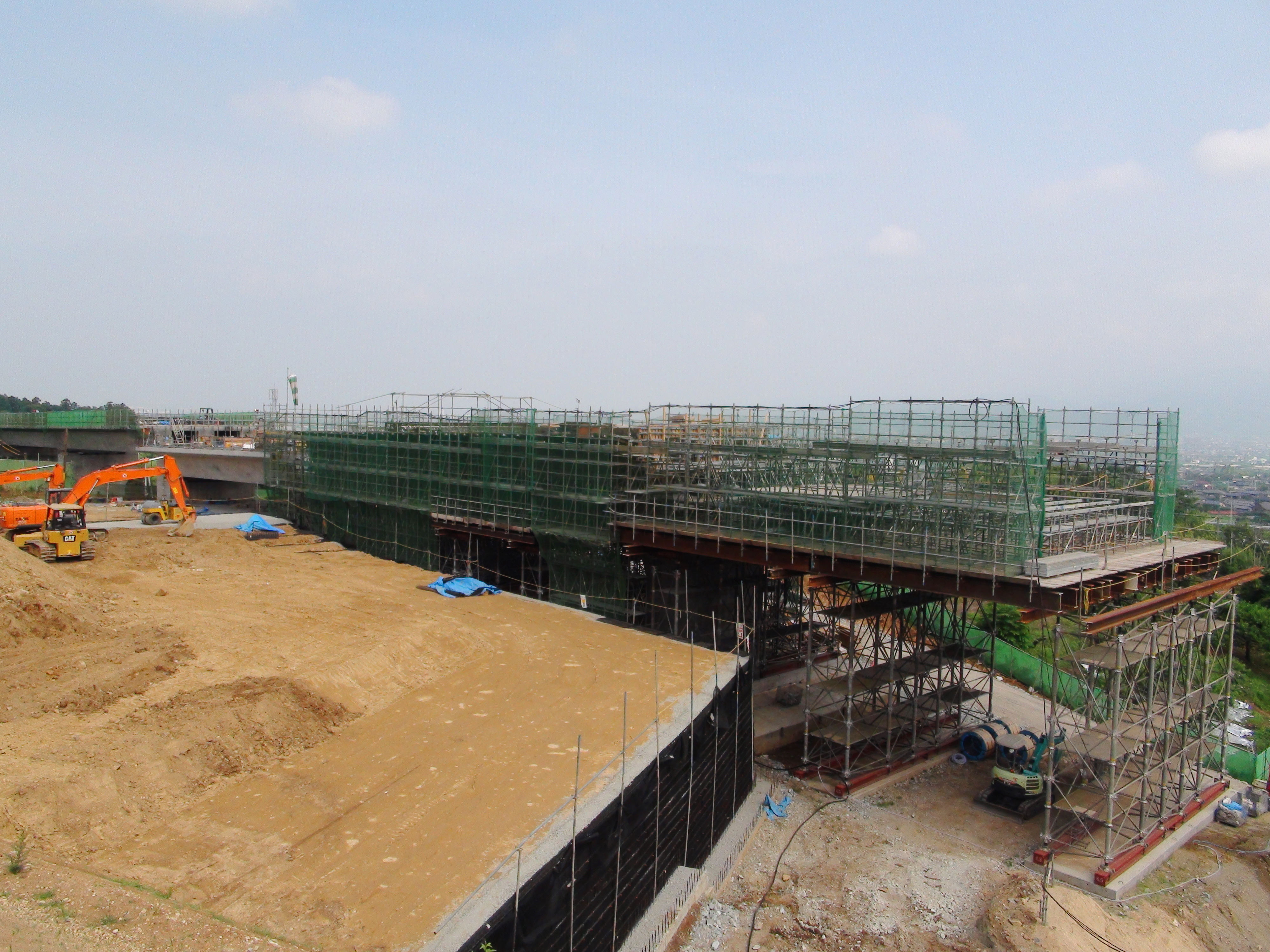
야마나시 시험선은 현재 확장중이다. 이 사진은 고후 분지에 있는 후에후키 시에서 건설중인 고가를 나타낸다.

1970년대에, 자기부상열차의 연구개발을 위한 시험선은 미야자키현에 건설되었다. 요구된 결과가 미야자키 시험선에서 얻어져 왔기 때문에, 새로운 터널과 교각과 경사로가 있는 18Km의 시험선은 야마나시 현의 오쓰키와 쓰루 간의 새로운 부지에 건설중이다. (북위 35° 34′ 58″ 동경 138° 55′ 37″ / 북위 35.5827°  동경 138.927° ) 야마나시 현청장과 정부 공식 관계자는 야마나시 시험선을 탈 자격이 있었고, 20만 명 이상의 사람들이 참가했다. 시험선에 있는 열차는 500km 이상의 영업속도가 얻어지고 있는데, 이것은 미래의 주오 신칸센의 초기 부분을 세계에서 가장 빠른 철도로 만들 것이다. 작업은 미래의 주오 신칸센 경로를 따라서 25Km 더 선로가 확장되는 중인데, 이는 내부적으로 42.8Km 길이의 선로로 합치기 위해서이다. 연장된 야마나시 시험선은 현재 내구성과 비용 절감을 위해서 JR마그레브 열차를 시험하기 위해 사용되고 있는데, 이는 주말에서나 여름휴가 기간 동안, 재정적으로 2013년이나 그 이후일 것이다.

## 경로 선택 및 비용

### 기술
2003년 11월 2일, MLX-01이라는 3량짜리 열차는 유인 운전에서 세계 최고 기록인 581km/시를 기록하였다. 2004년 11월 16일, 또한 두 열차가 서로 상대 속도로 1026km/h로 지나가는 세계 기록을 세웠다. 2010년 10월 26일, JR 도카이는 새로운 열차 형식인, 영업운전속도 505km/h인 신칸센 L0계을 발표하였다.

### 경로 선택
주오 신칸센의 제안된 경로는 도쿄와 나고야 간의 주오 본선과 나고야와 오사카 간의 간사이 본선을 지난다. 이 경로는 인구밀도가 희박한 지역을 많이 지나지만 현재 도카이도 신칸센 경로보다 직선이고, JR도카이에게는 중간에 인구 밀집지를 지나는 것보다 더 많은 시간 절약이 중요했다. 만약 도카이도 신칸센이 지진 피해로 손상을 입거나 더 많은 인구가 있는 도카이도 경로가 혼잡하면 대안 경로를 제시하는 것이 고려될 것이다. JR 도카이는 종종 이 경로를 도카이도 바이패스라고 언급한다. 경로는 원래 나라 시에 역을 설치하기로 예정되어 있었지만, 2012년에 교토에 있는 정치인과 사업가는 JR 도카이와 중앙정부는 경로가 교토를 지나도록 결정해야 한다고 청원하였다. 최종 결정은 나라 시에 역을 설치하는 것으로 되었다.
JR 도카이는 2008년 6월에 주오 신칸센은 도쿄의 시나가와역에서 시작할 가능성이 가장 높다고 발표하면서, 자기부상열차 터미널로 도쿄역과 신주쿠 역 근방에 있는 부지를 확보하는 것이 어렵다고 발표하였다. 하지만 아직 경로는 결정되지 않았다.
JR 도카이는 2008년 10월에 자유민주당 배심토론단에 의해 허가되었다고 보고했는데, 이는 마그래브를 위한 세 예정된 경로가 확실시된 것이다. Japan Times(재팬 타임즈) 뉴스 기사에 의하면, JR 도카이는 직선 경로를 지지하는데, 그 경로는 나가노 현으로 굽어진 다른 두 제안보다 비용이 더 적게 들기 때문이다. 나중에 두 계획은 나가노 현에 서비스를 제공하기 위해 고후역과 나카쓰가와역 사이로 북쪽으로 굽어신 선로를 가지게 된다.2009년에 JR 도카이는 매출과 여행시간을 고려해서 세 경로를 비교한 연구 결과를 발표했는데, 일본 알프스를 장대터널로 관통하는 가장 짧은 계획 C가 가장 낫다는 것을 보여주었다.국토건설교통관광부의 교통정책 담당자는 2010년 10월 20일에 계획 C가 가장 비용-효과적이라고 결론지었다.
또한, 경로의 가나가와 현의 역은 사가미하라에 있는 하시모토역이 될 것으로 보인다. 참고로 덧붙이자면 JR 도카이는 야먀나시, 기후, 나가노, 가나가와 현에 각각 하나의 역이 지어질 것이라 발표하였다. 이 방안이 현실화된다면 시나가와역, 하시모토역 등이 도카이도 바이패스 신칸센의 정차역이 될 것이다. 남아있는 역은 고후, 나카쓰가와와 나고야에 있는 나고야 역 근처로 계획되었다.

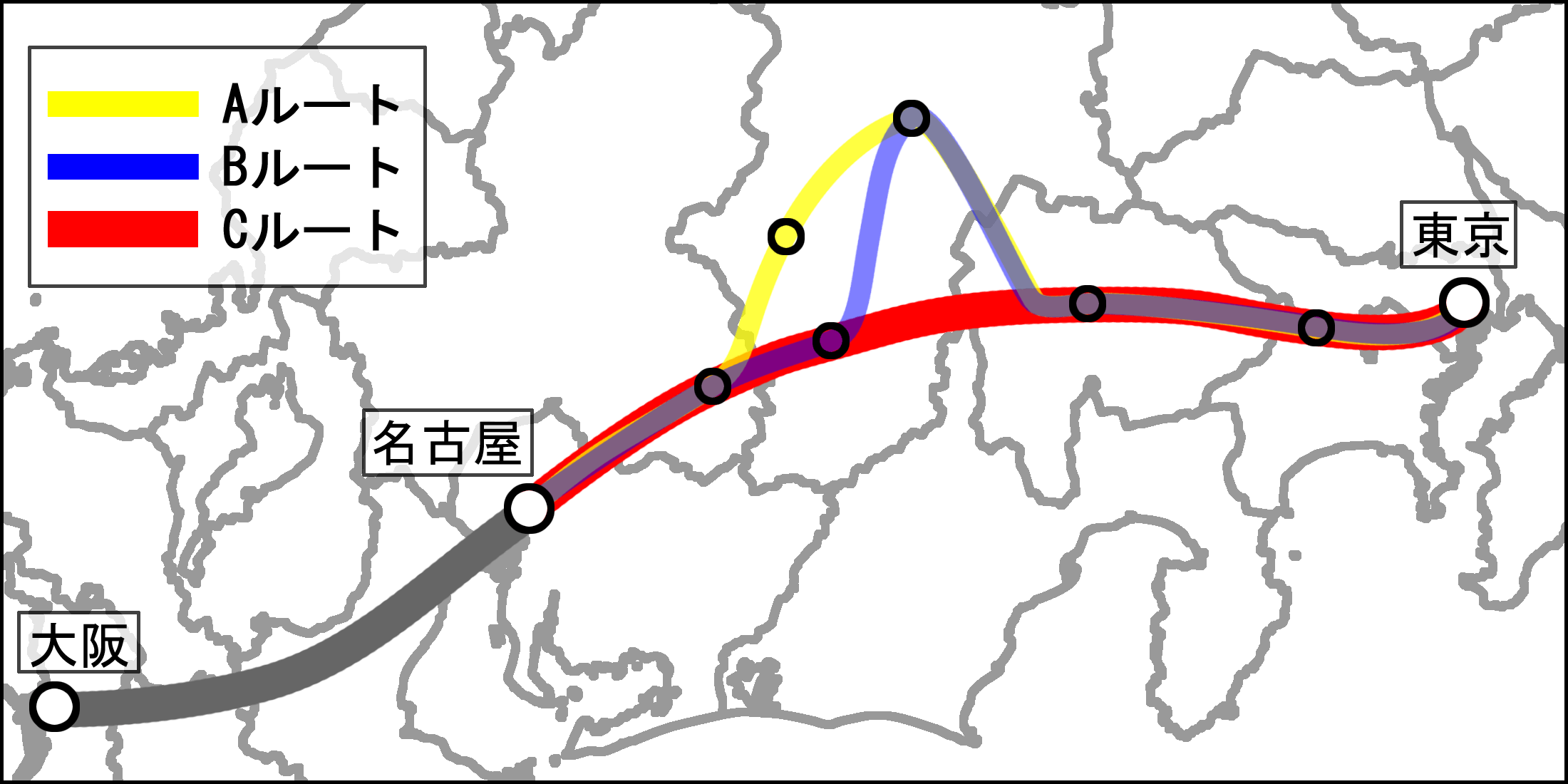
계획 A, B, C

 도쿄(시나가와) - 나고야 구간
| 계획명 | 고후-나카쓰가와 구간               | 거리 (km) | 건설비용 (JPY) | 최단 여정시간 |
| ------ | ---------------------------------- | --------- | -------------- | ------------- |
| 루트 A | 기소 계곡 경유 (스와ㆍ오카야 경로) | 334       | 5.63 조        | 46 분         |
| 루트 B | 이나 계곡 경유 (지노, 이나, 이다)  | 346       | 5.74 조        | 47 분         |
| 루트 C | 이나 시내 경유 (일본 알프스 경로)  | 286       | 5.10 조        | 40 분         |

 도쿄(시나가와) - 오사카 구간
| 계획명 | 고후 - 나카쓰가와 구간             | 거리 (km) | 건설비용 (JPY) | 최단 여정시간 |
| ------ | ---------------------------------- | --------- | -------------- | ------------- |
| 루트 A | 기소 계곡 경유 (스와ㆍ오카야 경로) | 486       | 8.98 조        | 73 분         |
| 루트 B | 이나 계곡 경유 (지노, 이나, 이다)  | 498       | 9.09 조        | 74 분         |
| 루트 C | 이나 시내 경유 (일본 알프스 경로)  | 438       | 8.44 조        | 67 분         |

### 정차역
| 역명                 | 환승노선 | 경유지                                    | 입지                                                                      |
| -------------------- | --- | ----------------------------------------- | ------------------------------------------------------------------------- |
| 시나가와역           | JR 도카이：도카이도 신칸센 JR 동일본：도카이도 본선, 야마노테 선 게이힌 급행 전철：게이힌 급행 전철 본선 | 도쿄도 미나토구 코난                      | 북위 35° 37′ 50″ 동경 139° 44′ 28.9″ / 북위 35.63056° 동경 139.741361°    |
| 가나가와현역 (가칭)  | JR 동일본：요코하마 선, 사가미 선 게이오 전철：사가미하라 선 | 가나가와현 사가미하라시 미도리구 하시모토 | 북위 35° 35′ 35.3″ 동경 139° 20′ 42.2″ / 북위 35.593139° 동경 139.345056° |
| 야마나시 현역 (가칭) | | 야마나시현 고후시 大津町字入田            | 북위 35° 36′ 19″ 동경 138° 33′ 41.6″ / 북위 35.60528° 동경 138.561556°    |
| 나가노 현역 (가칭)   | | 나가노현 이다시 上郷飯沼                  | 북위 35° 31′ 36″ 동경 137° 51′ 9.1″ / 북위 35.52667° 동경 137.852528°     |
| 기후 현역 (가칭)     | JR 도카이：주오 본선 | 기후현 나카쓰가와시 千旦林字坂本          | 북위 35° 28′ 47.2″ 동경 137° 26′ 51″ / 북위 35.479778° 동경 137.44750°    |
| 나고야역             | JR 도카이：도카이도 신칸센, 도카이도 본선, 주오 본선, 간사이 본선 나고야 임해 고속 철도：니시나고야코 선 나고야 시영 지하철： 히가시야마 선, 사쿠라도리 선 나고야 철도：나고야 본선 긴키 닛폰 철도：나고야 선 | 아이치현 나고야시 나카무라구 메이에키     | 북위 35° 10′ 19.7″ 동경 136° 52′ 52.2″ / 북위 35.172139° 동경 136.881167° |

### 비용
2007년 11월 25일 JR 도카이는 정부의 재정지원 없이 주오 신칸센의 건설을 자비로 할 것을 발표하였다. 전체 비용은 원래 2007년에 5.1조 엔으로 예상되었는데, 2011년에 9조 엔을 넘어섰다. 그럼에도 불구하고, 회사는 운영비용이 안정화될 때인 2026년에 순이익이 700억 엔 정도로 만들 수 있을 것이라고 밝혔다. 프로젝트의 엄청난 비용의 주된 비용은 전체 경로의 60% 이상이 터널로 계획되어 있고, 도쿄, 나고야, 오사카 구역에서 총 100Km 거리가 40m 지하공간으로 건설되기 때문이다.

## 같이 보기
- 자기부상열차
- 고속열차
- 신칸센
- 신칸센 L0계